# 小野上明夜
小野上明夜（おのがみ めいや）は、日本のライトノベル作家、小説家。

## 経歴
2007年に『死神姫の再婚』でデビュー以来、数々の恋愛小説を手がける。2013年3月13日から17日まで、全労済ホールスペース・ゼロにて『舞台・死神姫の再婚〜旦那様、お買い上げありがとうございます!』が上演された。

## 作品リスト

### 小説
- 死神姫の再婚（2007年9月 - 2016年9月、B's-LOG文庫）
- 悪魔が来たりて恋を知る（2011年9月、一迅社文庫アイリス）
- イノセント・スター（2011年10月 - 2012年12月、ビーズログ文庫）
- 銀狼王の求婚（2012年6月 - 2013年3月、一迅社文庫アイリス）
- 天眼の神子姫（2013年9月 - 2014年5月、ビーズログ文庫）
- 愛されすぎた嫌われ姫（2014年6月 - 10月、一迅社文庫アイリス）
- 魔王ちゃんと勇者くん（2015年2月、エンターブレイン単行本）
- 誰が王子を殺したの? 占い師ティアリス・セーブル（2015年4月、コバルト文庫）
- 偏愛ストーリーテラーズ（2015年7月、ビーズログ文庫アリス）
- 転生乙女は恋なんかしない（2016年6月 - 2017年3月、一迅社文庫アイリス）
- 学園結婚狂騒曲 その恋、やり直してもらいます!（2018年5月、ビーズログ文庫）
- 作家探偵は〆切を守らない ヒラめいちゃうからしょうがない!（2018年7月、メゾン文庫）
- 250年後に目覚めたら、求婚されました（2019年3月、ビーズログ文庫）
- 百王警察署何もするな課（2020年7月、メゾン文庫）
- 竜神めおと絵巻 〜花の御所に嫁陰陽師まいりけり〜（2020年8月、富士見L文庫）